# Panteonul Moților
Sub denumirea de Panteonul Moților este cunoscut monumentul istoric Cimitirul eroilor din Țebea. Situat lângă drumul european E79, în acest complex se află mai multe obiective care amintesc de vremurile glorioase de luptă ale moților, împotriva nedreptăților sociale, pentru eliberare și unitate națională. În cimitir se află biserica satului, mormintele lui Avram Iancu, Ioan Buteanu și Simeon Groza — revoluționari de la 1848, morminte și cruci comemorative ale eroilor din Războiul de Independență al României, din Primul și cel de-al Doilea Război Mondial, Gorunul lui Horea, precum și alți goruni.

## Descriere
Complexul de monumente se află plasat pe o movilă, unde este biserica satului, înconjurată de cimitir. Spre vest de biserică este o poiană, înconjurată de o lizieră de arbori. În poiană, la circa 15 m vest de biserică se află mormântul lui Avram Iancu, considerat centrul complexului. Spre sud de mormântul lui Avram Iancu, la circa 15 m, se află gorunul lui Horea, iar la nord, în lizieră, cam la aceeași distanță, se află gorunul lui Avram Iancu. La sud de gorunul lui Horea, la circa 10 m, se află gorunul lui Ferdinand, iar la est de gorunul lui Horea, la circa 5 m, se află gorunul eroilor libertății. Ceva mai la est se află gorunii reginei Maria și al generalului Berthelot.
La nord de biserică și mormântul lui Avram Iancu, în lizieră, se află monumentele și mormintele eroilor din Războiul de Independență al României din 1877 și din Primul și al Doilea Război Mondial. Tot în liziera de la nord se află, între mormântul lui Avram Iancu și cele ale eroilor din războaie mormintele lui Ioan Buteanu și Simeon Groza.
Cimitirul este înconjurat de un zid și are două intrări, cea principală de la nord spre șosea, cu o alee orientată nord-sud care duce la mormântul lui Avram Iancu și cea secundară la vest, cu o alee orientată vest-est, care duce la gorunul lui Horea. Pe alee, lângă intrarea de la nord se află o serie de plăci omagiale.
În exteriorul complexului, la șosea, se află bustul lui Avram Iancu, executat de Ioan Medruț.

## Istoric
|                                                                      |  |  |
| Biserica veche și gorunul lui Horea la mijlocul secolului al XIX-lea |  |  |

Inițial, pe locul actualei biserici se afla o biserică de lemn, în stilul bisericilor de lemn din zonă. În curtea bisericii se afla un gorun, sub care Horea discuta cu moții despre problemele lor și tot aici a lansat chemarea la răscoala din 1784. Biserica actuală este o construcție de la sfârșitul secolului al XIX-lea.

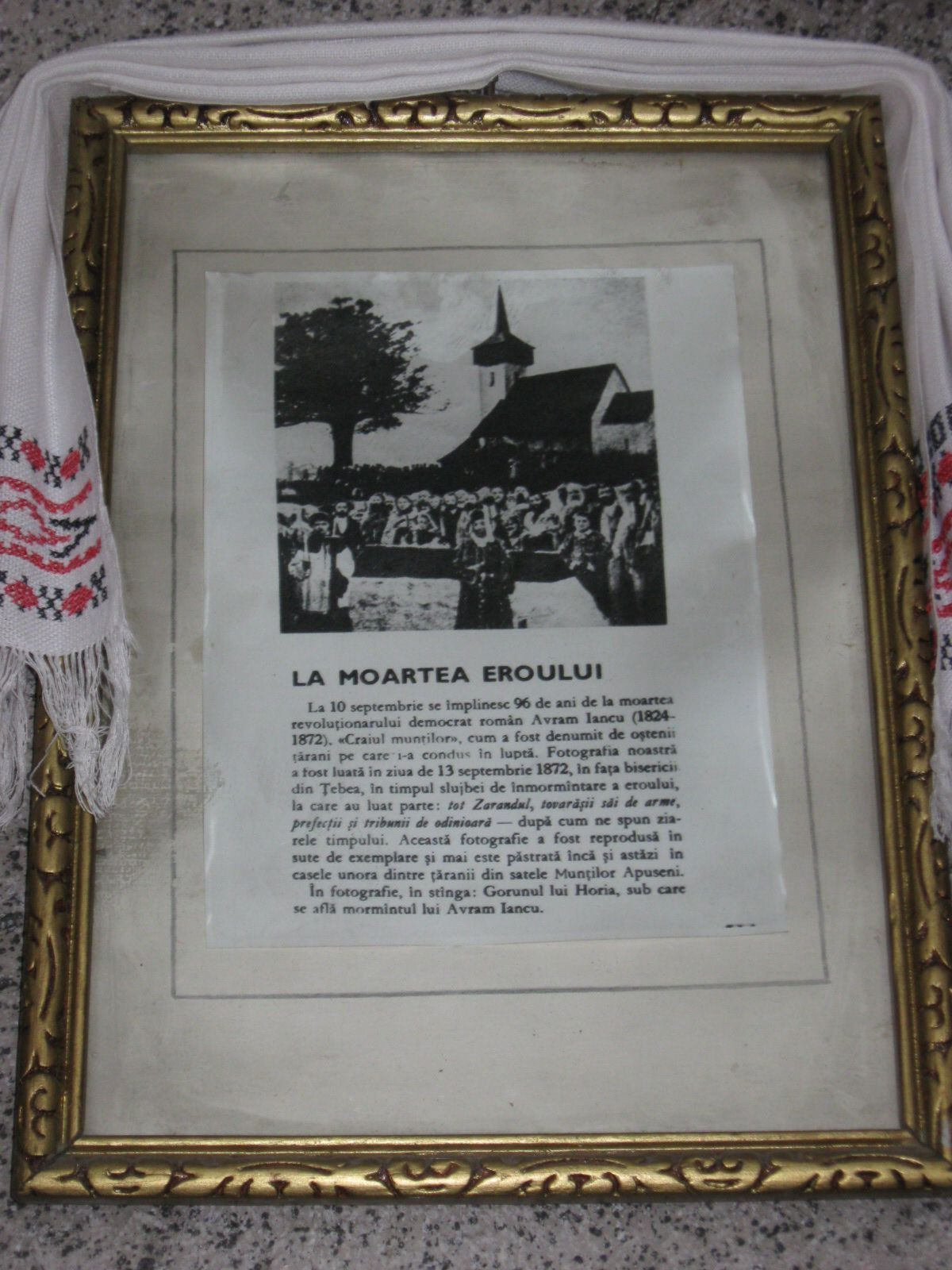
Fotografie din 13 septembrie 1874. Se observă gorunul lui Horea și vechea biserică

La 13 septembrie 1874 aici a fost îngropat Avram Iancu. În 1924, cu ocazia centenarului nașterii sale, societatea ASTRA, al cărei președinte era Vasile Goldiș, a organizat între 28 august–2 septembrie ample manifestări, la care au luat parte regele Ferdinand I, regina Maria, primul ministru Ionel Brătianu, Miron Cristea, Vasile Suciu, Gurie Grosu, Octavian Goga, Alexandru Averescu, miniștri, generali, conducerea ASTREI. În acest scop cimitirul a fost reorganizat, mormântul lui Avram Iancu a fost împrejmuit și degajat — 24 de alte morminte fiind reamplasate — iar în perimetrul său au fost amplasate două tunuri din 1877.

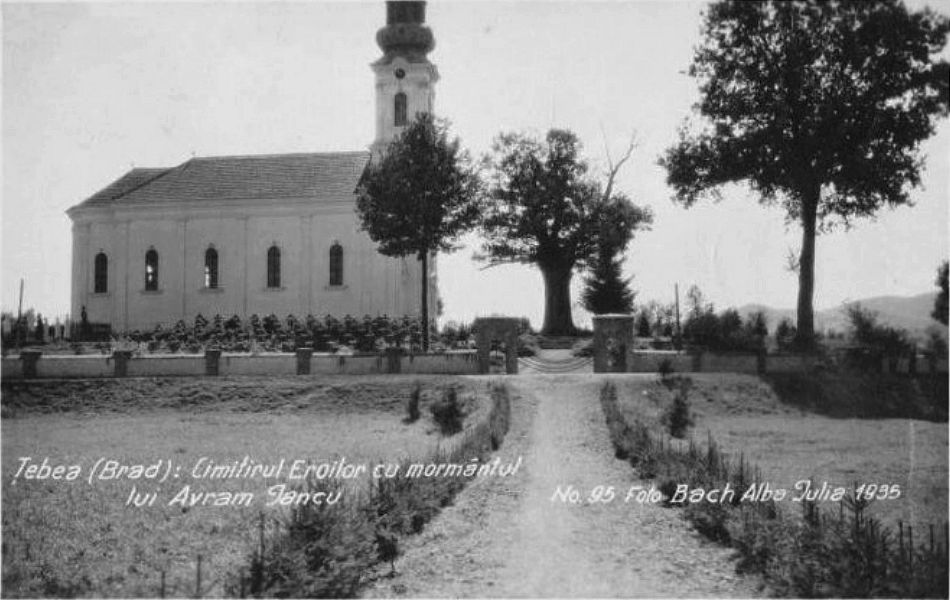
Complexul în 1935, văzut dinspre nord; de la stânga la dreapta: biserica cu tricolor, gorunul lui Horea, crucea mormântului lui Avram Iancu, gorunul lui Avram Iancu

Tot cu această ocazie gorunul lui Horea a fost recondiționat. Între 15–18 august au fost aduse de la Gurahonț osemintele lui Ioan Buteanu, iar de la Rovina cele ale lui Simeon Groza. În aceeași lună au fost strămutate aici circa 75 de morminte ale unor militari români care au căzut în 1916 în luptele de la Petroșani, Vulcan și de pe Jiu.
În vederea vizitei regale a fost dată în funcțiune o haltă CFR, aflată la nord la o distanță de 300 m, haltă legată de cimitir printr-o alee. Vizita regală a avut loc la 31 august, cu care ocazie locul a fost declarat Cimitirul Eroilor Neamului. Regele Ferdinand a plantat un gorun. De asemenea, au fost plantați goruni în numele reginei Maria și al generalului Berthelot.
La 1 noiembrie 1931 pe mormântul lui Avram Iancu a fost așezată o lespede inscripționată.
La 6 decembrie 1935 sub gorunul lui Horea s-a semnat acordul de Front Popular Antifascist, acțiune organizată de Frontul Plugarilor.

## Monumentele complexului

### Biserica cu tricolor

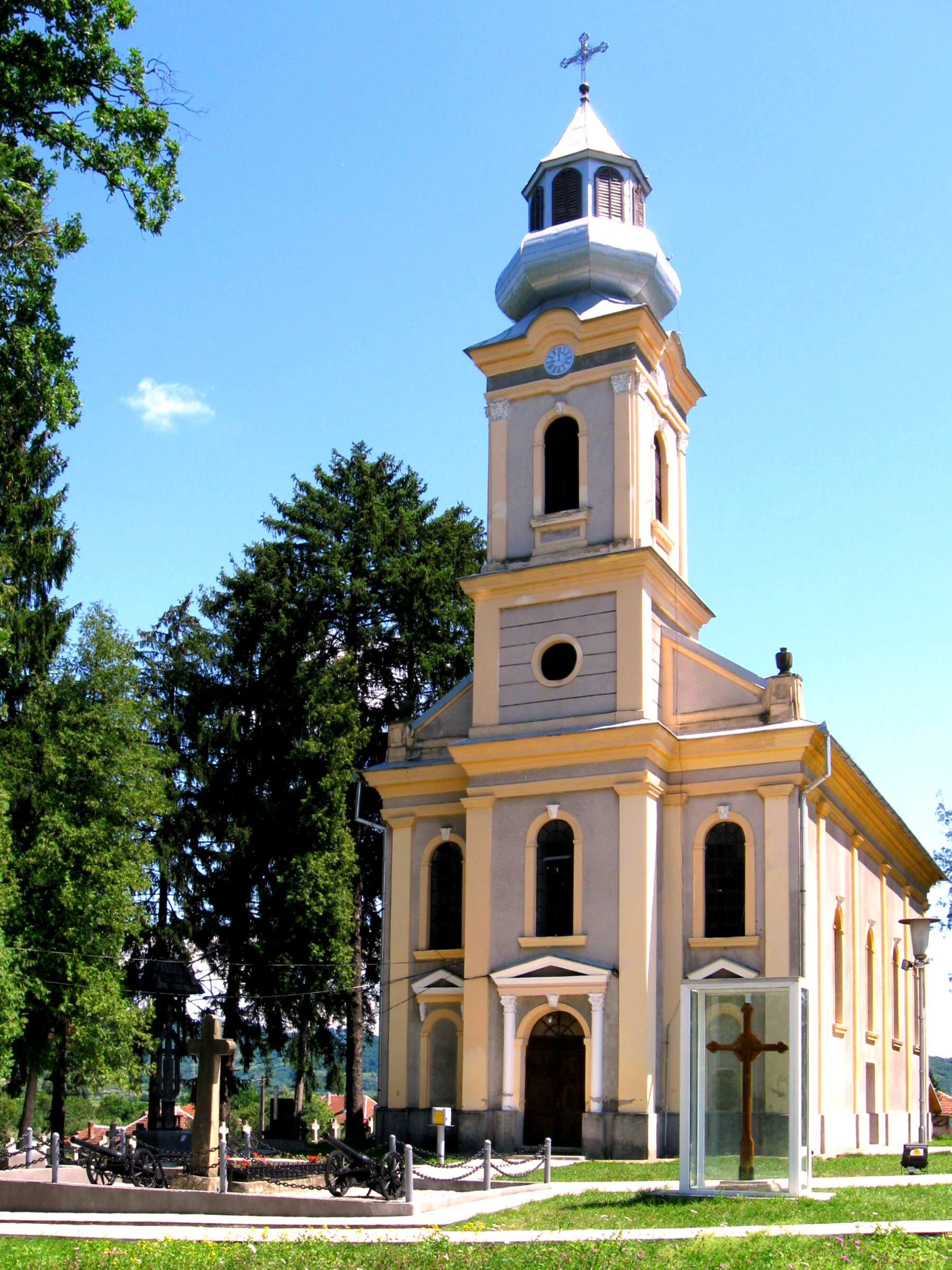
Biserica cu tricolor

Biserica, ortodoxă, având hramul „Adormirea Maicii Domnului” a fost construită pe locul alteia, de lemn, între anii 1893–1896 și are pictate în interior pe tavan brâuri tricolore, fiind singura biserică din România care expune astfel acest simbol național. Inscripția votivă este în exterior, în partea dreaptă a ușii de intrare dinspre vest. Biserica a fost sfințită la 20 septembrie 1896.
În biserică se află o serie de obiecte de muzeu: clopotul de bronz al vechii biserici, turnat în 1845, clopot care a vestit moartea lui Avram Iancu, coroanele cu tricolor, tabloul eroilor moților — Horea, Cloșca și Crișan, un drapel vechi cu chipurile lui Avram Iancu, Horea, Cloșca și Crișan, diferite podoabe. Cele trei coroane cu tricolor au fost depuse în 1899, 1924 și 1943. Cea din 1899 a fost depusă la 31 decembrie de studenții Coriolan Steer, Georhge Novacovici și Ioan Scurtu și pe flamura cu tricolor are inscripția „Dormi în pace! Noi veghem! Tinerimea română lui Avram Iancu”, gest pentru care au fost anchetați, judecați și exmatriculați.

Interioare din biserica cu tricolor și incripție
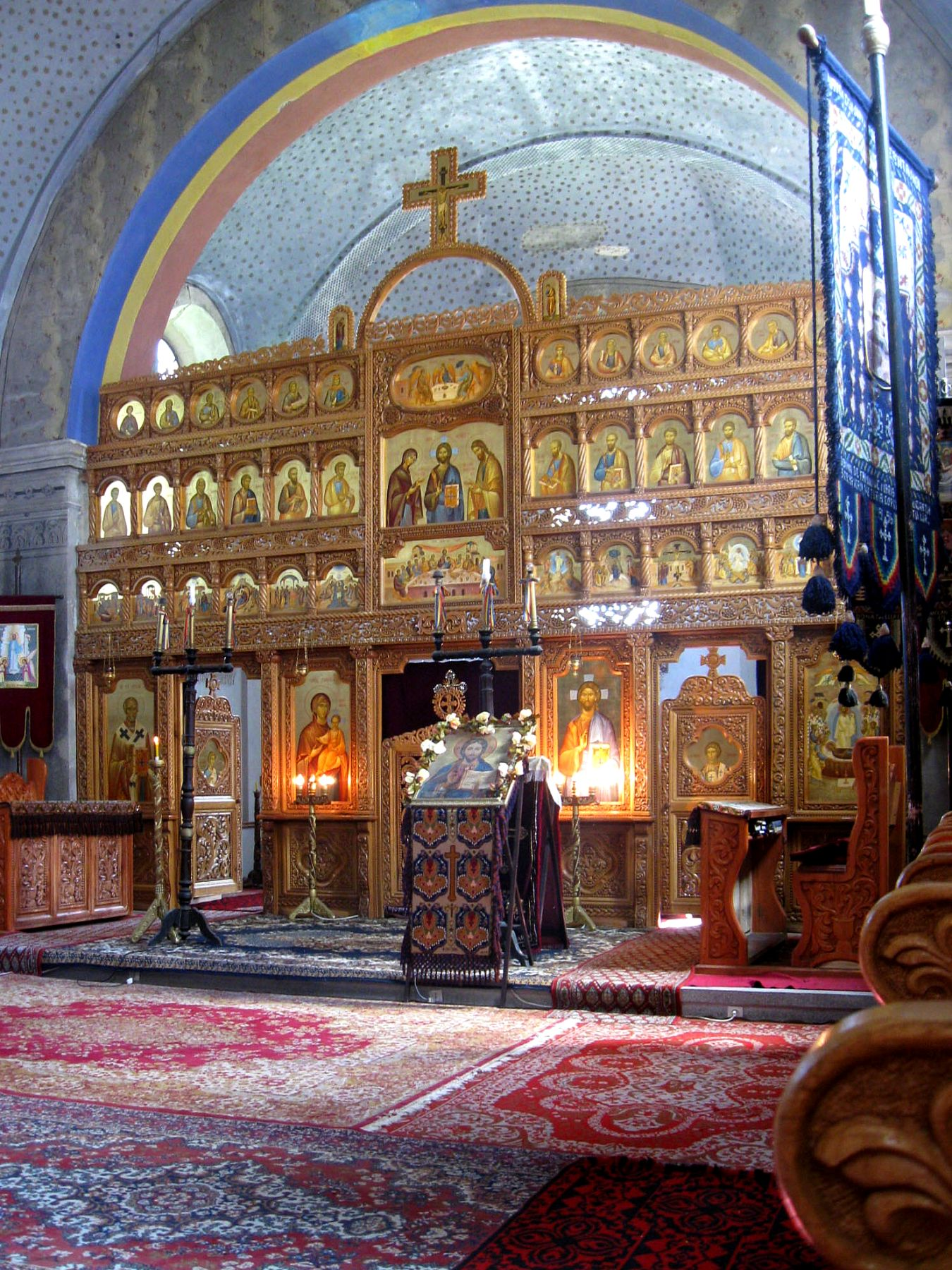
Iconostasul; se vede primul dintre cele patru arce tricolore din naos
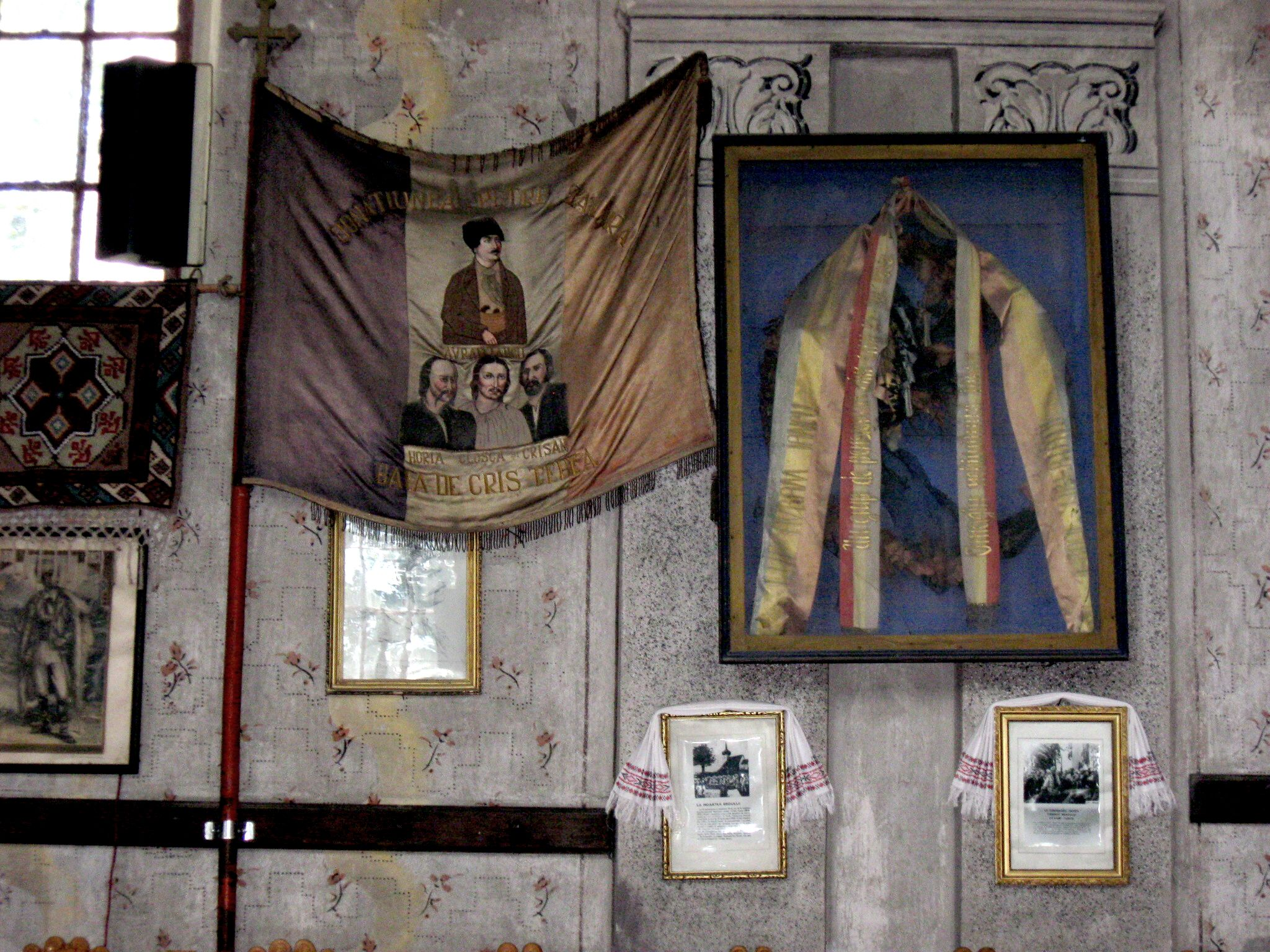
Drapelul, coroană cu tricolor, fotografii
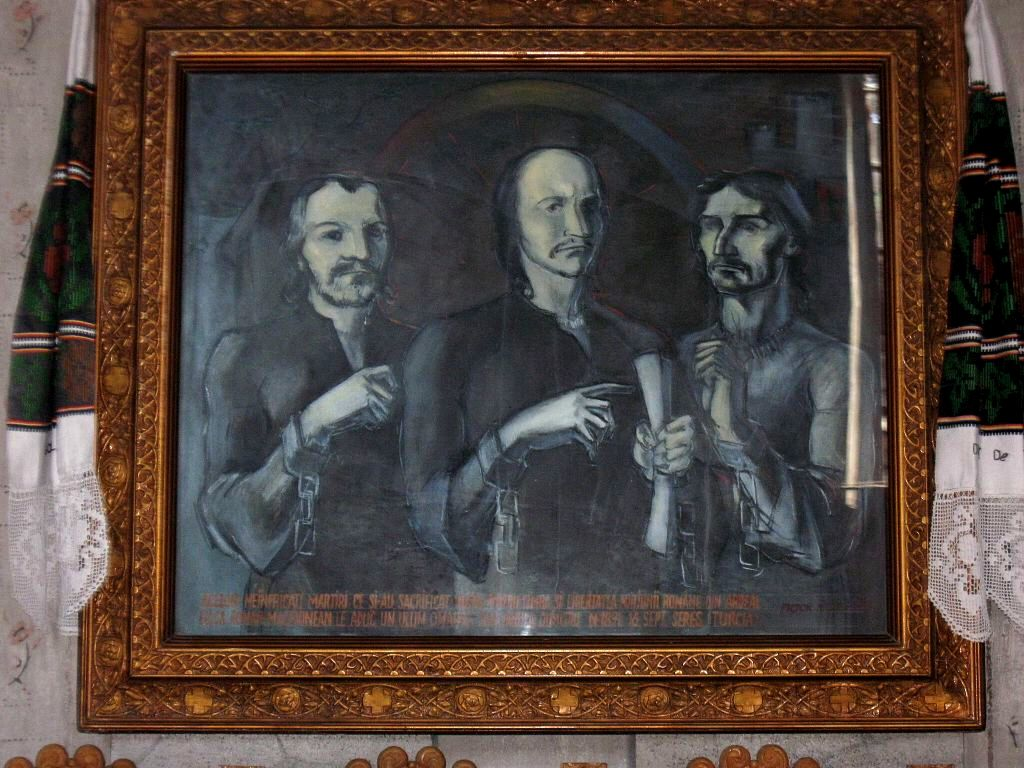
Tablou cu Horea, Cloșca și Crișan
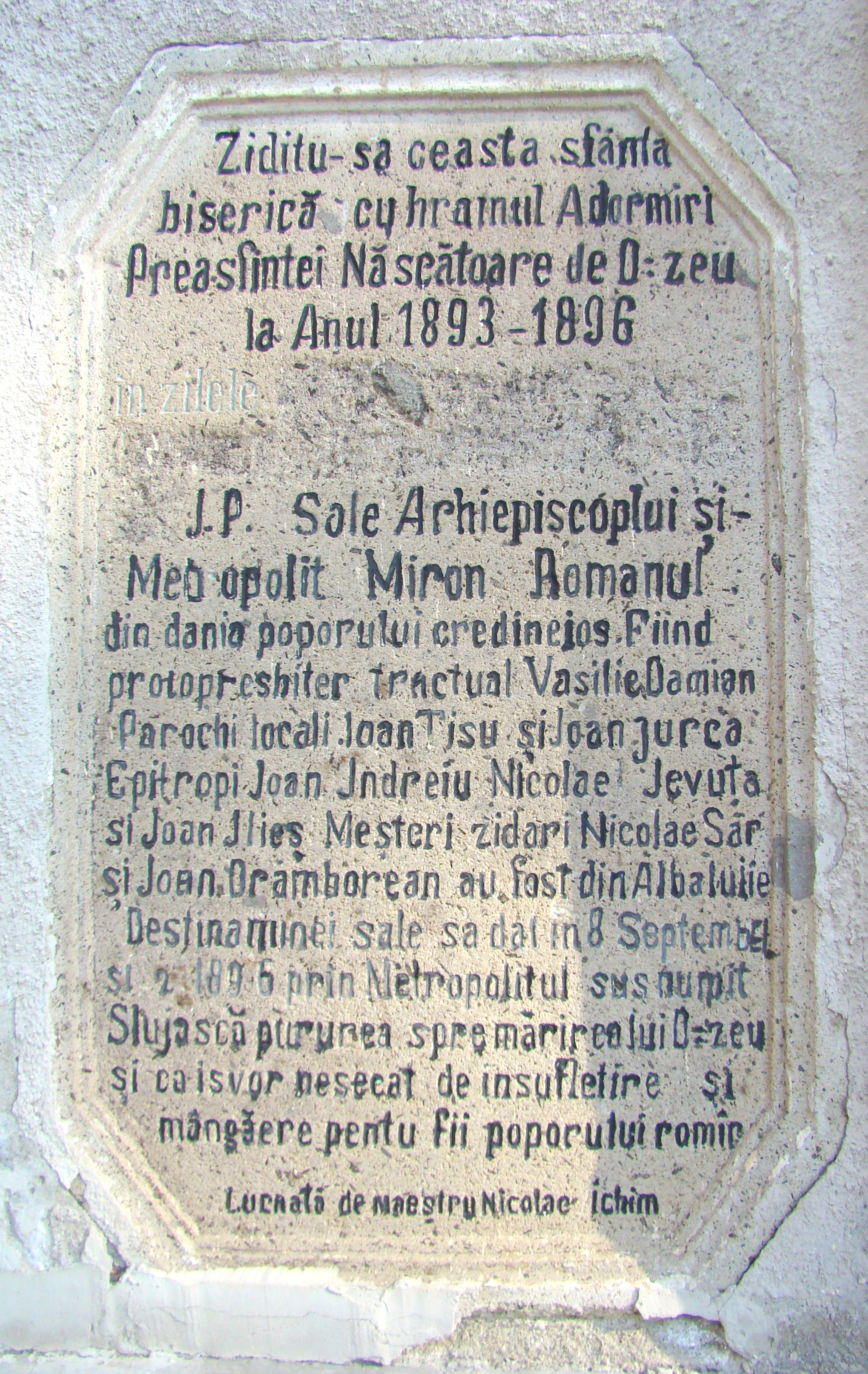
Inscripția de pe zidul bisericii. Atribuire: Țetcu Mircea Rareș

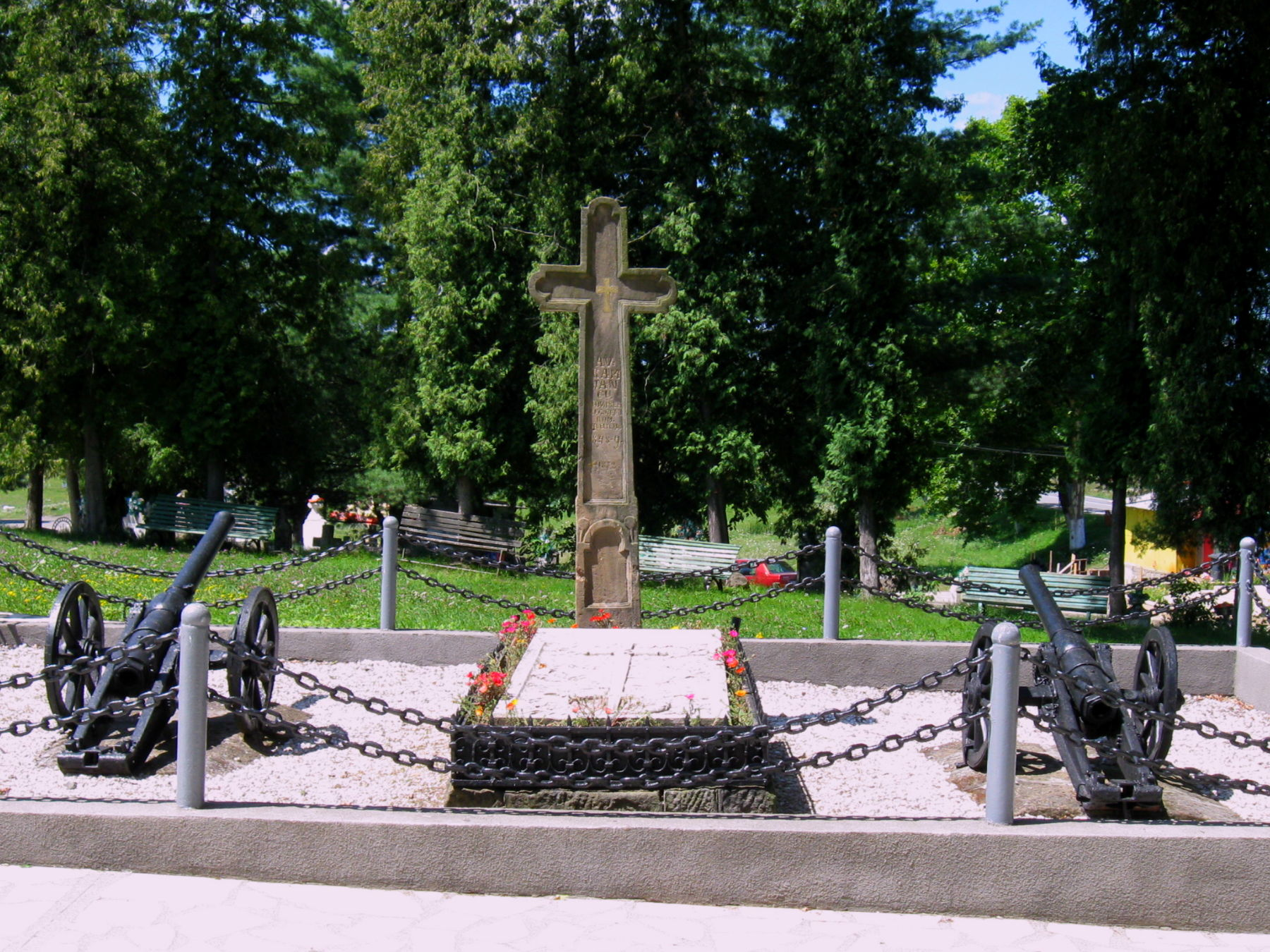
Mormântul lui Avram Iancu

### Mormântul lui Avram Iancu
Inițial, mormântul era de pământ, conform obiceiului, Crucea de la căpătâi a fost donată de preotul Ioan Tisu (al doilea), care pregătise crucea pentru propriul său mormânt. Mormântul este acoperit cu o lespede de marmură gri inscripționată, sculptată de Gheorghe M. Cantacuzino, și este înconjurat de un gard de beton ornat cu lanțuri. Mormântul este clasificat monument istoric cu codul LMI HD-IV-m-A-03501.
|                            |  |  |
| Mormântul lui Ioan Buteanu |  |  |

### Mormântul lui Ioan Buteanu

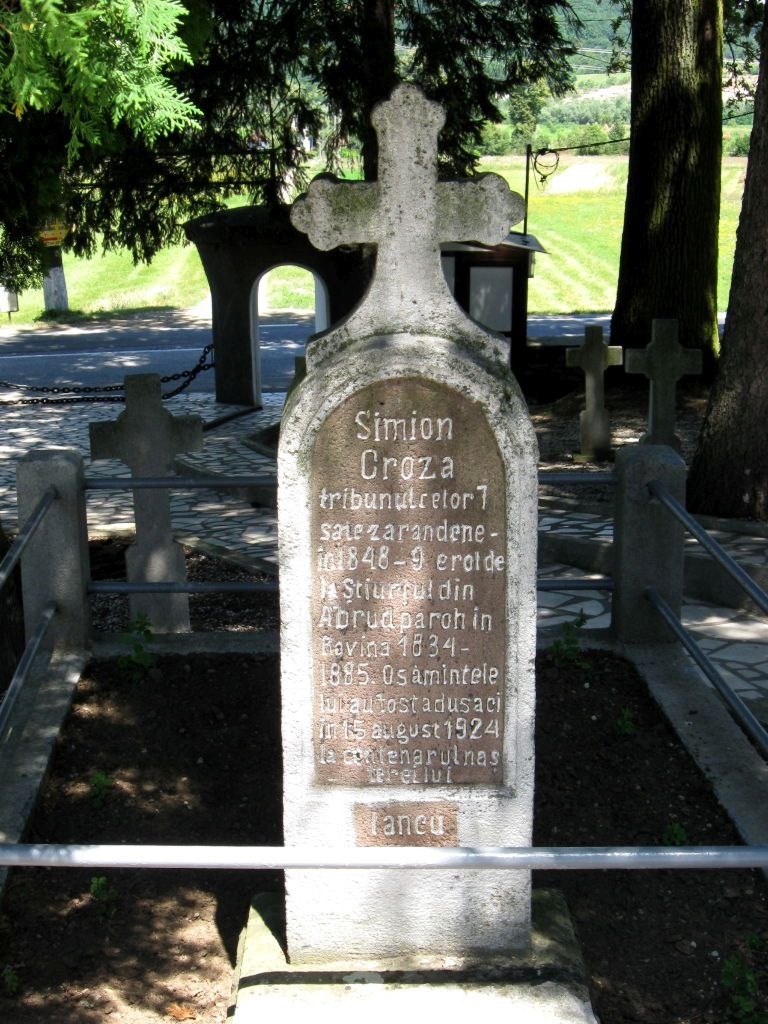
Mormântul lui Simeon Groza

Ioan Buteanu (1821, Sighetul Marmației – d. Iosășel, 1849) a fost un revoluționar pașoptist, prefect al Zarandului și tribun (grad militar echivalent cu colonel) al legiunii Auraria Gemina în perioada 1848–1849.
A fost înmormântat la Iosășel, pe malul Crișului Alb, pe locul unde a fost executat. În 1869 osemintele sale au fost mutate la Gurahonț, iar în 1924, împreună cu crucea, în cimitirul eroilor de la Țebea. Inscripția de pe fața dinspre sud a crucii sale este: „AICI SVNTV OSAMINTELE FERICITVLVI IONV BVTEANV, VNVL DINTRĂ MARTIRI NATIVNEI ROMÂNE VCISV PERFIDAMINTE ÎN ANVLV 1849 MAI 23/IVNIV 4. 1849 PVSV ÎN 1869 SEP. 10”, iar cea de pe fața dinspre nord: „'Prefectul Zarandului în 1848–9, prins mișelește în Abrud și spânzurat la Iosaș de fugăii unguri bătuți de Iancu. Mor liniștit moartea mea e răsbunată deajunsor în cele două înfrângeri ale maghiarilor la Abrud i-au fost ultimele-i vorbe — osămintele lui sau adus aici în 16 august 1924 la centenarul nașterii lui Iancu”.

### Mormântul lui Simeon Groza
Simeon Groza (n. 1822 Rovina – d. 19 februarie 1885 Rovina) a fost preot în Rovina, revoluționar pașoptist, viceprefect al Legiunii Zarandului în perioada 1848–1849. Inscripția de pe crucea sa este „Simion Groza tribunul celor 7 sate zarandene în 1848–9 ero(u)l de la Știurțul din Abrud paroh în Rovina 1834–1885. Osamintele lui au fost adus aci în 15 august 1924 la centenarul nașterei lui Iancu. Cu expresia „tribunul celor 7 sate zarandene” l-a descris George Barițiu în Părți alese din istoria Transilvaniei pre două sute de ani în urmă, însă ca viceprefect era mai mult decât tribun.

### Crucea de la 1877
Este o cruce înaltă de 3 m, situată lângă latura din nord a mormântului lui Avram Iancu (v. imaginea din caseta articolului). Este un simbol al fraternității zărăndenilor cu românii din Regat, în Războiul de Independență al României, război pe care l-au sprijinit material, financiar și prin voluntari. Inițial crucea se afla în partea de sud a bisericii, dar în 1977, cu ocazia centenarului, a fost mutată pe amplasamentul actual. Pe cruce se disting cu greu numele voluntarilor căzuți. Pe spatele crucii se poate desluși inscripția: „[…] se înal-/ția aceasta Cruce în/ Marirea Domnului/ cel Stelpanitoru Eroii/loru Sub pastori-/rea spirituale a loru/ Ioane Tisu si Ioane/ Jurca. La 20. Martiu/ 1877”

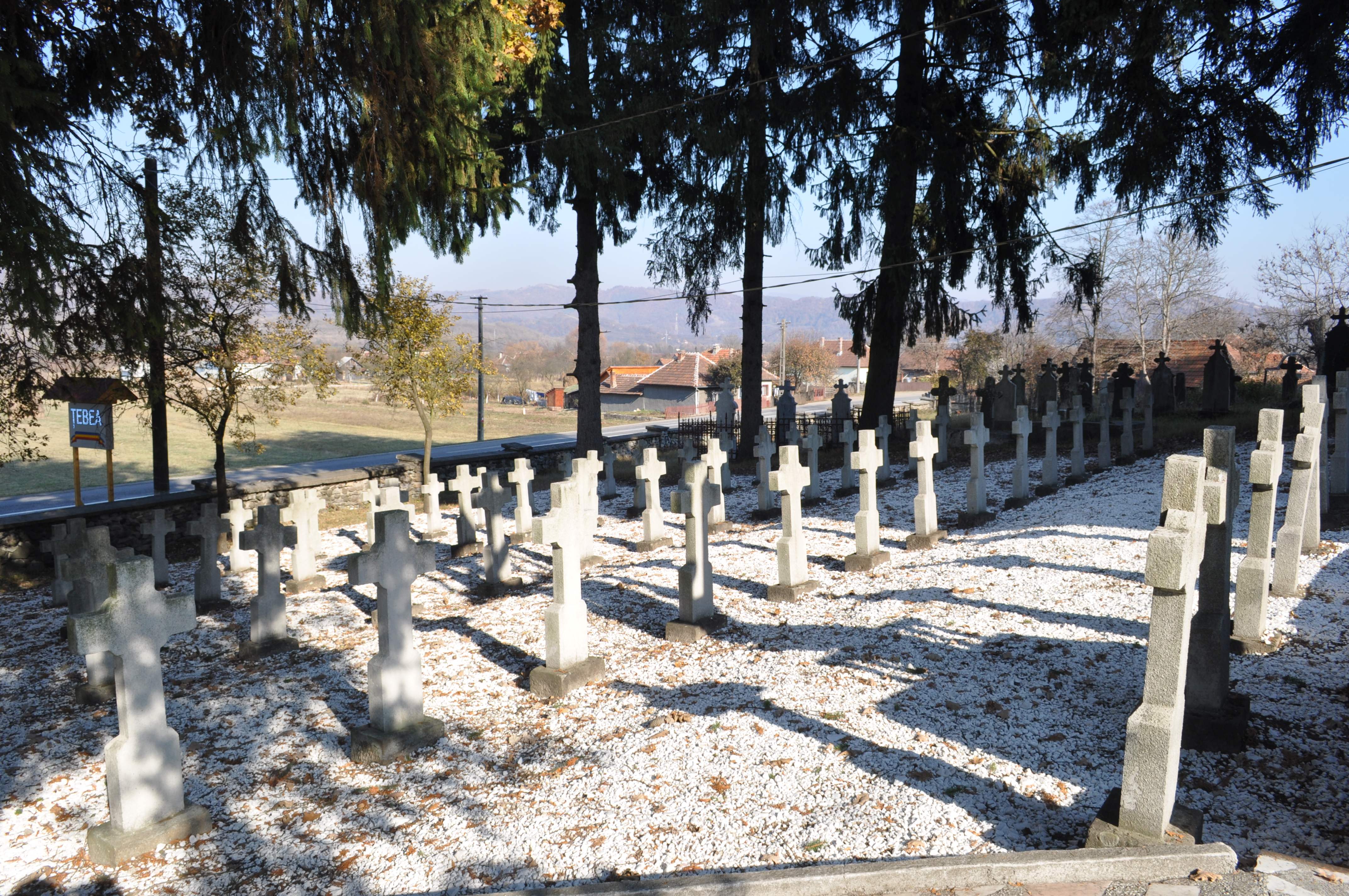
Cele 72 de morminte din partea de est a cimitirului
Atribuire: Țetcu Mircea Rareș

### Mormintele eroilor din Primul Război Mondial
Cele 75 de morminte strămutate împreună cu cele ale eroilor locali sunt amplasate în două grupuri. La est, pe cinci rânduri, este un grup de 72 de morminte ale unor luptători ale căror nume sunt cunoscute, iar la vest 18 morminte ale unor eroi necunoscuți. Numerele sunt simbolice, reunite formează numărul 1872, anul morții lui Avram Iancu. Pe crucile din partea de est este trecut gradul, numele și numărul unității militare a fiecărui combatant. În mijoc se află mormântul lt. Constantin Ștefan Bârsan din Medgidia și al soldatului Ilie Bota din Șteia.
|                                          |  |  |
| Crucea eroilor din Primul Război Mondial |  |  |

### Crucea eroilor locali din Primul Război Mondial
Crucea este amplasată în zona dinspre vest a mormintelor eroilor, între mormântul și gorunul lui Avram Iancu. Pe fața dinspre sud conține 46 de nume ale unor țebeni căzuți pe câmpuri de luptă din Galiția, Italia și Franța și care nu s-au mai întors. Pe fața dinspre nord conține inscripția „RECUNOȘTINȚĂ EROILOR COMUNEI ȚEBEA. AICI AMINTIȚI CĂZUȚI PE CÂMPUL DE LUPTĂ PENTRU APĂRAREA PATRIEI ȘI ÎNTREGIREA NEAMULUI ÎN RĂSBOIUL MONDIAL DE LA 1914–1918. OMAGIUL SOC(IETĂȚII) SFT. GH(EORGHE) DIN ȚEBEA 5-XII-1931, iar pe postament SÂNGELE MORȚILOR LUPTĂ ÎN INIMA VIILOR”.

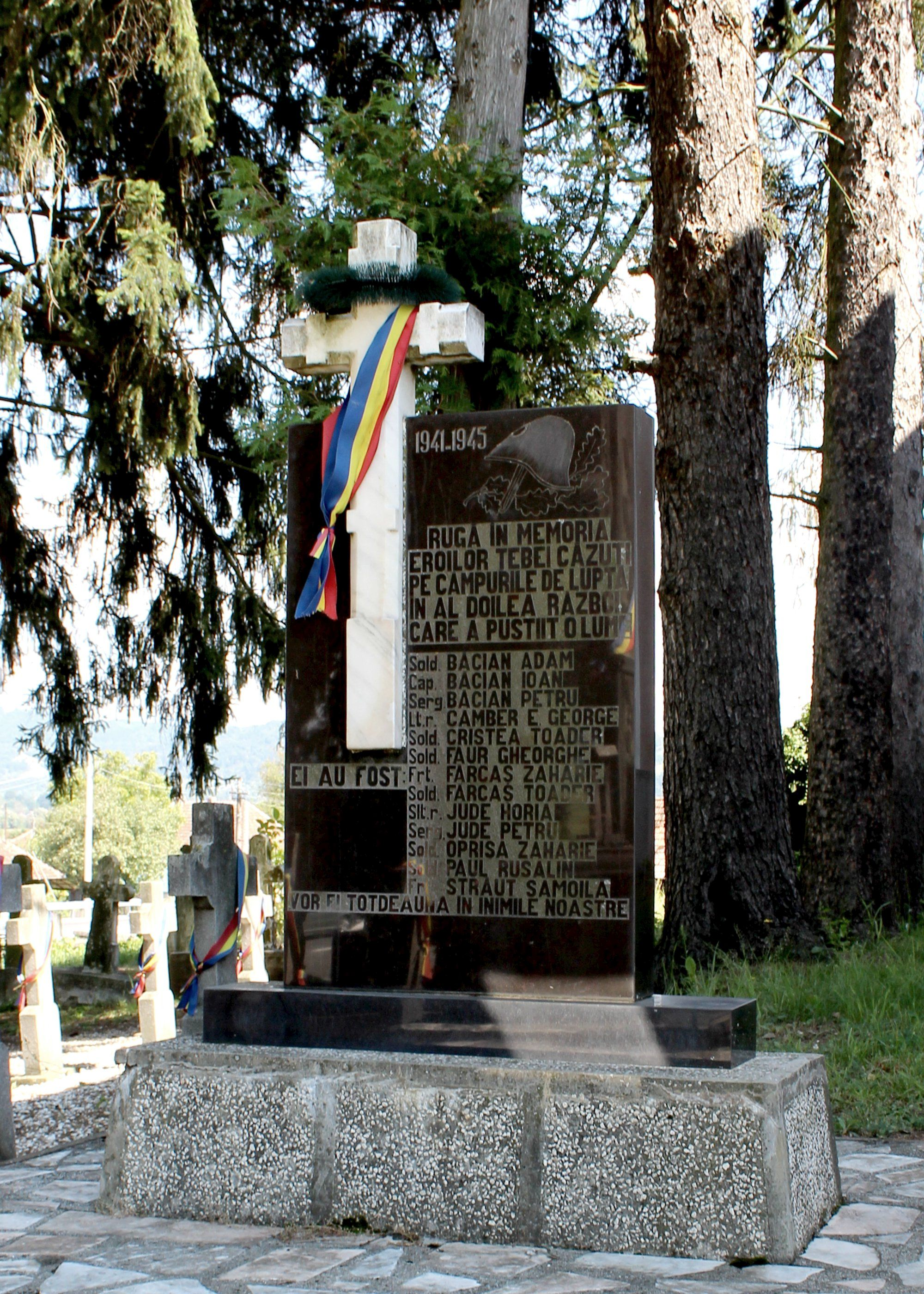
Crucea eroilor din al Doilea Război Mondial

### Crucea eroilor locali din al Doilea Război Mondial

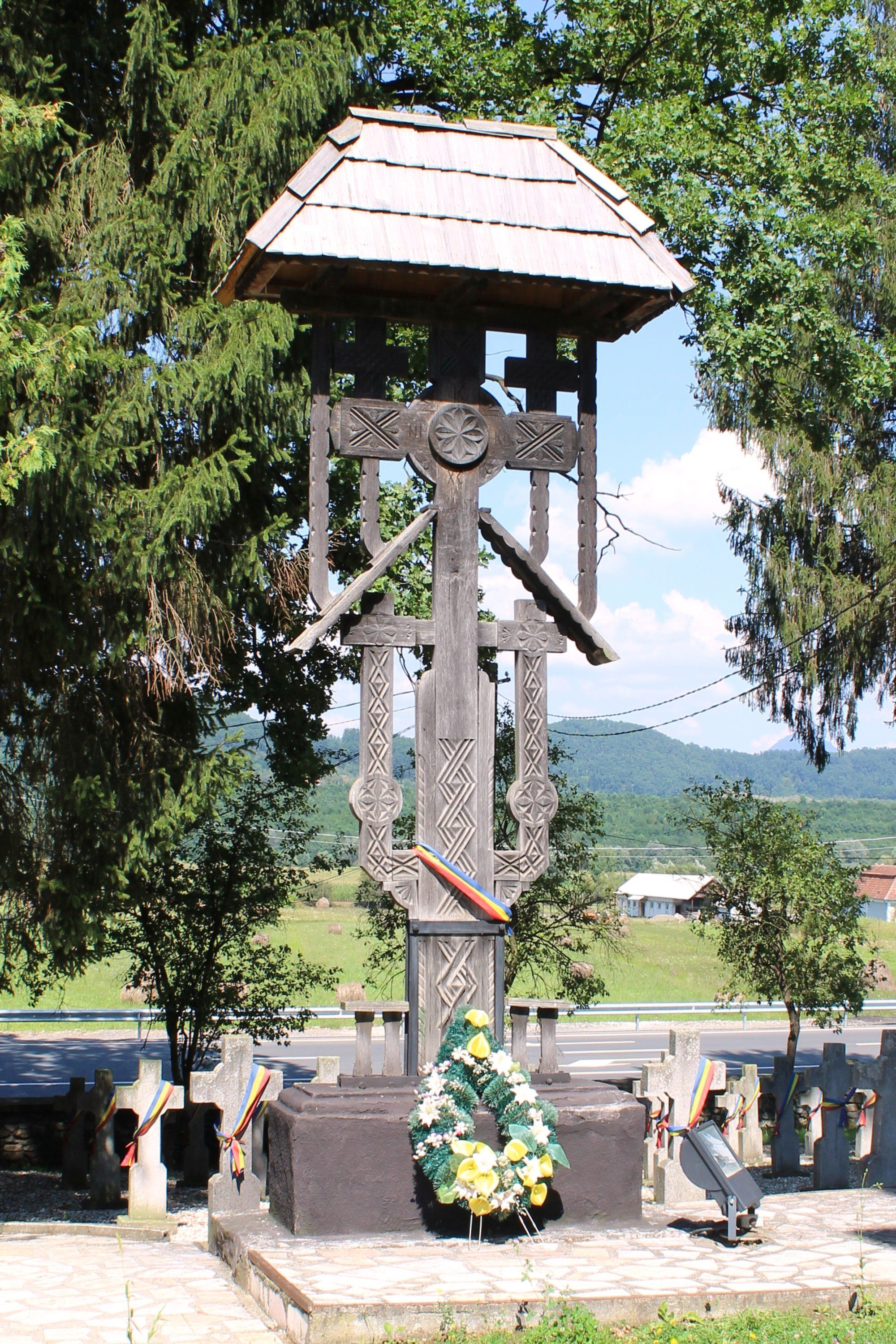
Troița lui George Camber

Monumentul, memorial al eroilor Țebei căzuți în al Doilea Război Mondial este amplasat lângă colțul de nord-vest al bisericii și este format dintr-un bloc de andezit cenușiu, în care s-a încastrat o cruce de marmură albă. Monumentul a fost ridicat în anul 1993 de Liviu Mircea Tisu, un stră- strănepot al preotului Ioan Tisu. Inscripția de pe monument este „1941–1945. RUGĂ (nn. „cruce”) ÎN MEMORIA EROILOR ȚEBEI CĂZUȚI PE CÎMPURILE DE LUPTĂ ÎN AL DOILEA RĂZBOI MONDIAL CARE A PUSTIIT O LUME. EI AU FOST — urmează o listă de 13 nume, între care se remarcă numele lt.r. George Camber — VOR FI ÎNTOTDEAUNA ÎN INIMILE NOASTRE”. Inscripția de pe spatele monumentului este: „Ridicata de satenii recunoscatori/ cu sârguința lui TISU V. LIVIU/ și sprijinul unităților:/ CUARȚ BAIA MARE/ MINA COMĂNEȘTI/ AGRICAMP–BUCUREȘTI/ ASOCIAȚIA VET. DE RĂZBOI – ARAD/ F-CA ZARAND BRAD/ U.M. 01099 BRAD/ sub oblăduirea/ BISERICII ORTODOXE ROMÂNE ȚEBEA”

### Troița lui George Camber

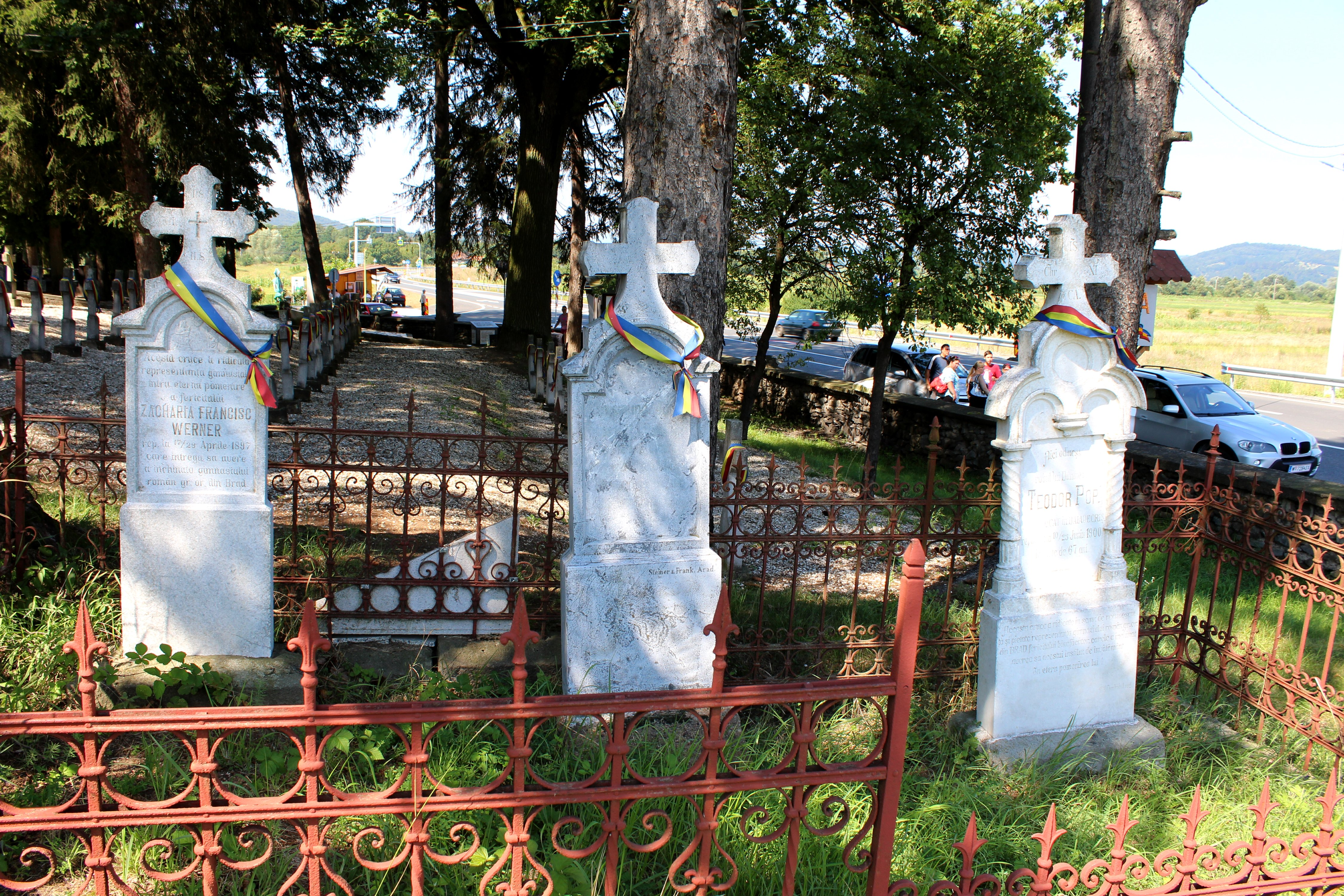
Mormintele lui Zaharia Francisc Werner, Sigismund Borlea și Teodor Pop

George Camber a fost între anii 1927–1941 un învățător din Țebea, care în 1934 a publicat volumul Țara Zarandului și mai mulți ani a redactat foaia săptămânală Zarandul. Locotenent în armata română, a căzut în al Doilea Război Mondial pe frontul din Crimeea. În memoria sa soția, Silvia, învățătoare și ea în Țebea, și sătenii au ridicat o troiță de lemn, înaltă de 4 m, sculptată în stil maramureșean.

### Mormintele sprijinitorilor liceului din Brad
Sunt mormintele unor persoane care au contribuit la înființarea în 1869 a gimnaziului greco-ortodox din Brad, primul gimnaziu cu predare în limba română din Munții Apuseni, al cincilea cu predare în limba română din Transilvania și ulterior la transformarea sa în liceu.

#### Sigismund Borlea
Sigismund Borlea (n. 1827 Șiria – d. 1883 Baia de Criș) a fost pretor și protonotar (prim notar) al Comitatului Zarand. Ca deputat (1865–1878) din partea Zarandului în Parlamentul de la Budapesta a susținut interesele Zarandului, inclusiv înființarea unui gimnaziu în limba română la Brad. Mormântul său se află în partea de nord a bisericii, la capătul rândului de morminte ale eroilor din război.

#### Teodor Pop
Teodor Pop (n. 1833 Burda – d. 23 iunie 1900 Baia de Criș). Urmează liceul la Beiuș și dreptul la Oradea. Între 1868–1876 a fost pretor al comitatului Zarand. După desființarea acestuia, în 1876, a rămas ca avocat la Baia de Criș. A participat la înființarea băncii „Albina” din Sibiu și a filialei sale din Baia de Criș și a fost membru fondator al băncii „Crișana” din Brad, al Asociațiunii pentru Cultura și Literatura Poporului Român și al Societății pentru Fond de Teatru Național Român. A fost membru al delegației care în 1892 a prezentat împăratului Francisc Iosif textul Memorandumului. Și-a donat întreaga avere, în valoare de 120 000 de coroane (echivalent cu 36 kg aur) gimnaziului din Brad, cea mai mare donație primită vreodată de acesta. Mormântul său se află în partea de nord a bisericii, lângă cel al lui Sigismund Borlea. Pe soclul crucii există incripția Această cruce a ridicat-o în semn de recunoștință și pietate reprezentanții gimnaziului gr. or. din Brad fericitului binefăcător care a închinat averea sa acestui institut de învățământ. fie etern pomenirea lui.

#### Zaharia Francisc Werner
Zaharia Francisc Werner (n. ? Baia de Criș – 29 aprilie 1897, Baia de Criș). Țăran de etnie germană, și-a donat și el averea gimnaziului din Brad. Mormântul său se află și el în partea de nord a bisericii, lângă cele ale lui Sigismund Borlea și Teodor Pop.

#### Pavel Oprișa

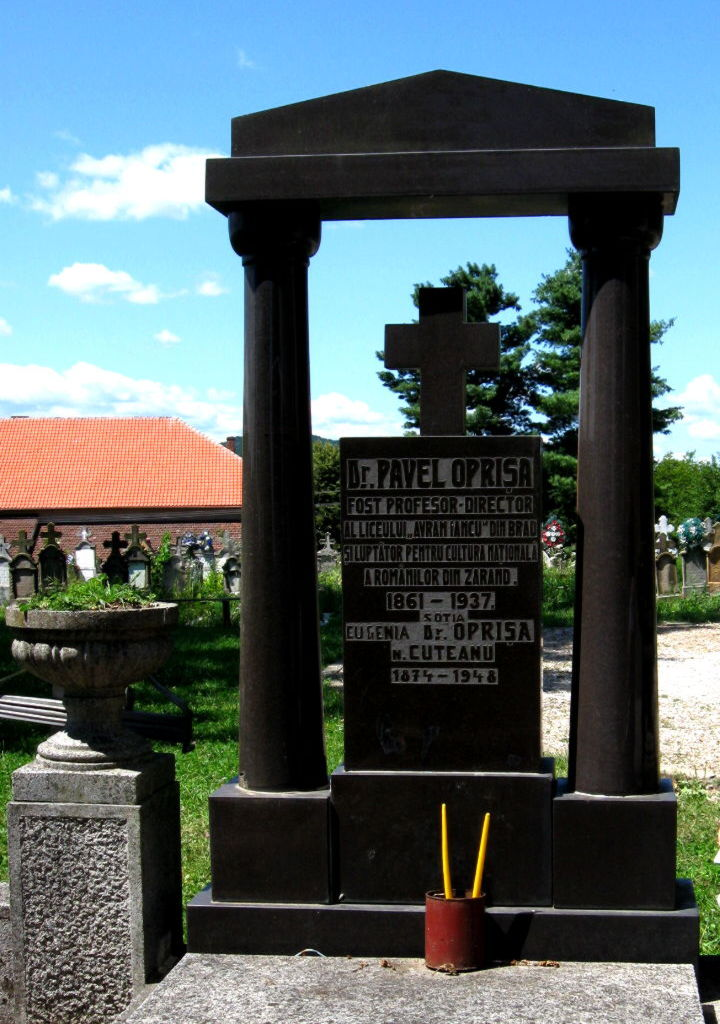
Mormântul lui Pavel Oprișa

Pavel Oprișa (n. 29 septembrie 1861, Țebea – d. 1937, Țebea). Provenit dintr-o familie de preoți, a urmat școala din satul natal, gimnaziul în Brad (cl. I–IV), Alba Iulia (cl. V), Arad (cl. VI), Liceul Piarist din Timișoara (cl. VII–VIII), Institutul teologic și pedagogic din Sibiu (1884–1886) și ale Facultății de Litere și Filosofie din cadrul Universității din Budapesta (actuala ELTE-BTK), unde a fost coleg cu Miron Cristea. Tot aici și-a susținut în 1892 doctoratul, cu o teză despre cronicarul Miron Costin. A fost profesor (1890–1927) la liceul din Brad și director al liceului între 1904–1908, perioadă în care gimnaziul s-a transformat în liceu și s-au început demersurile (1906) pentru clădirea noului local al liceului. A organizat „Fondul Dr. Iosif Hodoș” (1904), destinat premierii profesorilor autori de lucrări științifice, manuale școlare și conferințe și „Fondul Prof. Dr. Pavel Oprișa și soția Eugenia” (1906), destinat premierii elevilor. A fost director al Despărțământului Brad al ASTREI și unul dintre organizatorii Adunării Generale a Societății pentru Crearea Fondului de Teatru Român.
Mormântul său se află în partea de sud a bisericii, și are inscripția „Dr. Pavel Oprișa, fost profesor–director al liceului «Avram Iancu» din Brad și luptător pentru cultura națională a românilor din Zarand. 1861–1937. Soția Eugenia dr. Oprișa n. Cuteanu 1874–1948”. În același mormânt este îngropat fiul său cel mic și cele două soții ale sale, inscripția pe spatele monumentului fiind „Dr. Tit Liviu Oprișa, advocat 1904–1978 și tovarășele sale de viață Arety Dr. Oprișa n. Busitia 1902–1948. Silvia Camber n. Florea 1909–1967”, ultima fiind văduva lui George Camber.

### Bustul lui Avram Iancu
Monumentul lui Avram Iancu, operă a sculptorului Ioan Medruț, a fost inaugurat la 16 septembrie 2006. Este situat în exteriorul cimitirului, spre nord-vest, la șosea, și este format dintr-un bust de bronz pe un soclu de travertin așezat pe un platou octogonal cu doua trepte.

## Goruni
|                   |  |                  |
| Gorunul lui Horea |  | Crucea lui Horea |

### Gorunul lui Horea

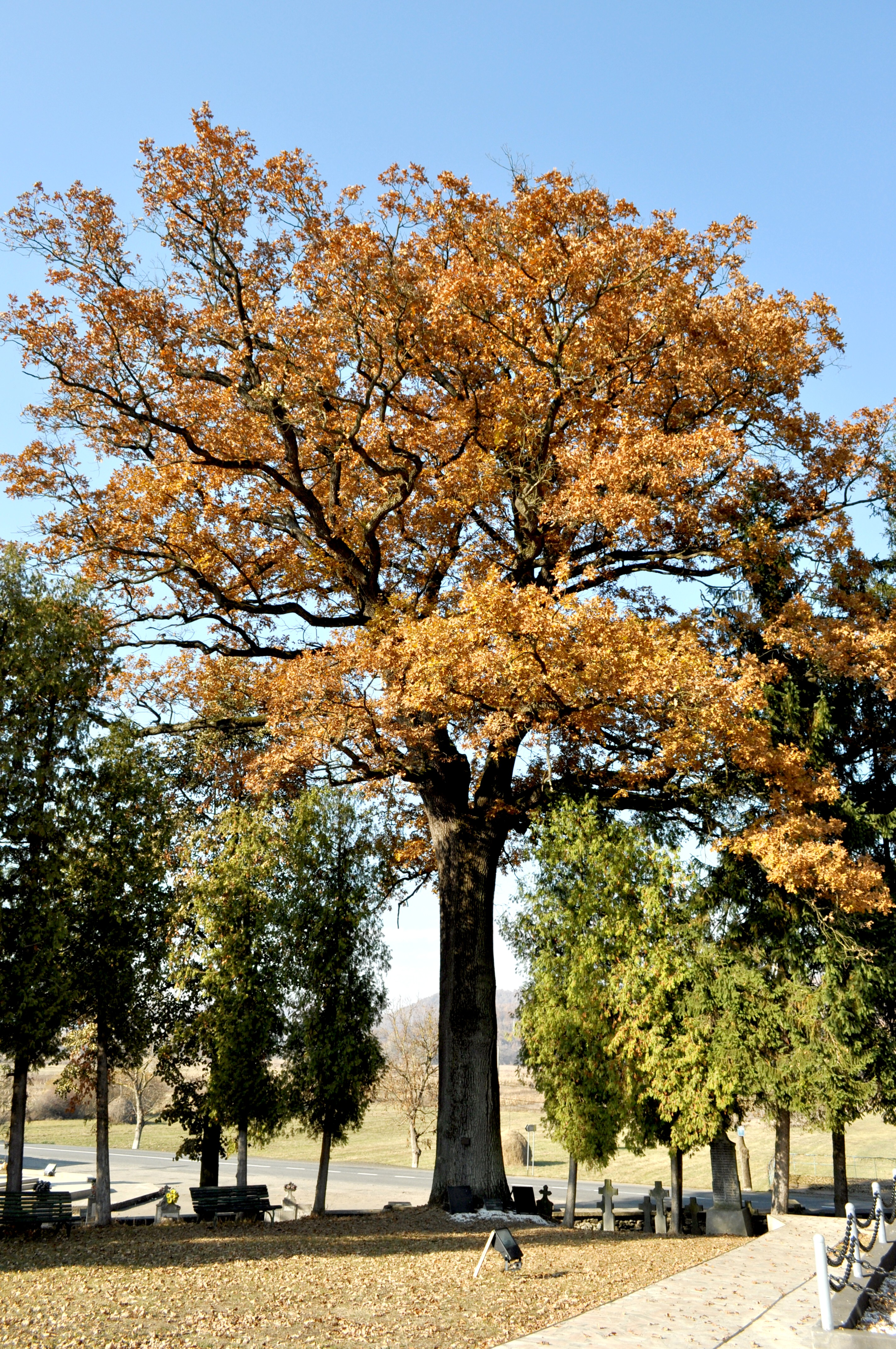
Gorunul lui Avram Iancu
Atribuire: Țetcu Mircea Rareș

Este Gorunul sub care Horea a chemat la luptă în 1784 țăranii din zonă. Este considerat că ar avea circa 400 de ani. Datorită vechimii sale, în 1924 a fost recondiționat prin betonare în interior, iar coroana retezată. S-a dezvoltat o ramură laterală, distrusă de o furtună la 19 iulie 2005. Actual din gorun n-a mai rămas decât sarcofagul de beton. Gorunul este clasificat monument istoric cu codul LMI HD-IV-m-B-03502.
Din ramura ruptă în 2005 s-a cioplit o cruce de 1,8 m, Crucea lui Horea, amplasată alături de mormântul lui Avram Iancu. Inaugurarea crucii a avut loc la 30 aprilie 2006. Din 2007 crucea este protejată de o vitrină de sticlă.

### Gorunul lui Avram Iancu
Este în realitate un stejar (Quercus robur), în vâstă de circa 200 de ani, având o înălțime de 12 m.

### Alți goruni din complex

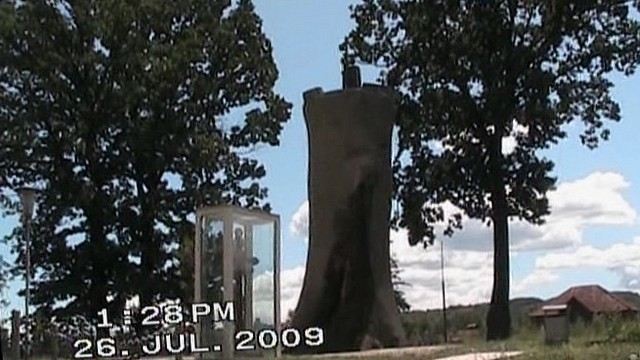
De la stânga la dreapta: gorunul reginei Maria, al generalului Berthelot, al eroilor libertății (în spatele vitrinei), al lui Horea și al lui Ferdinand

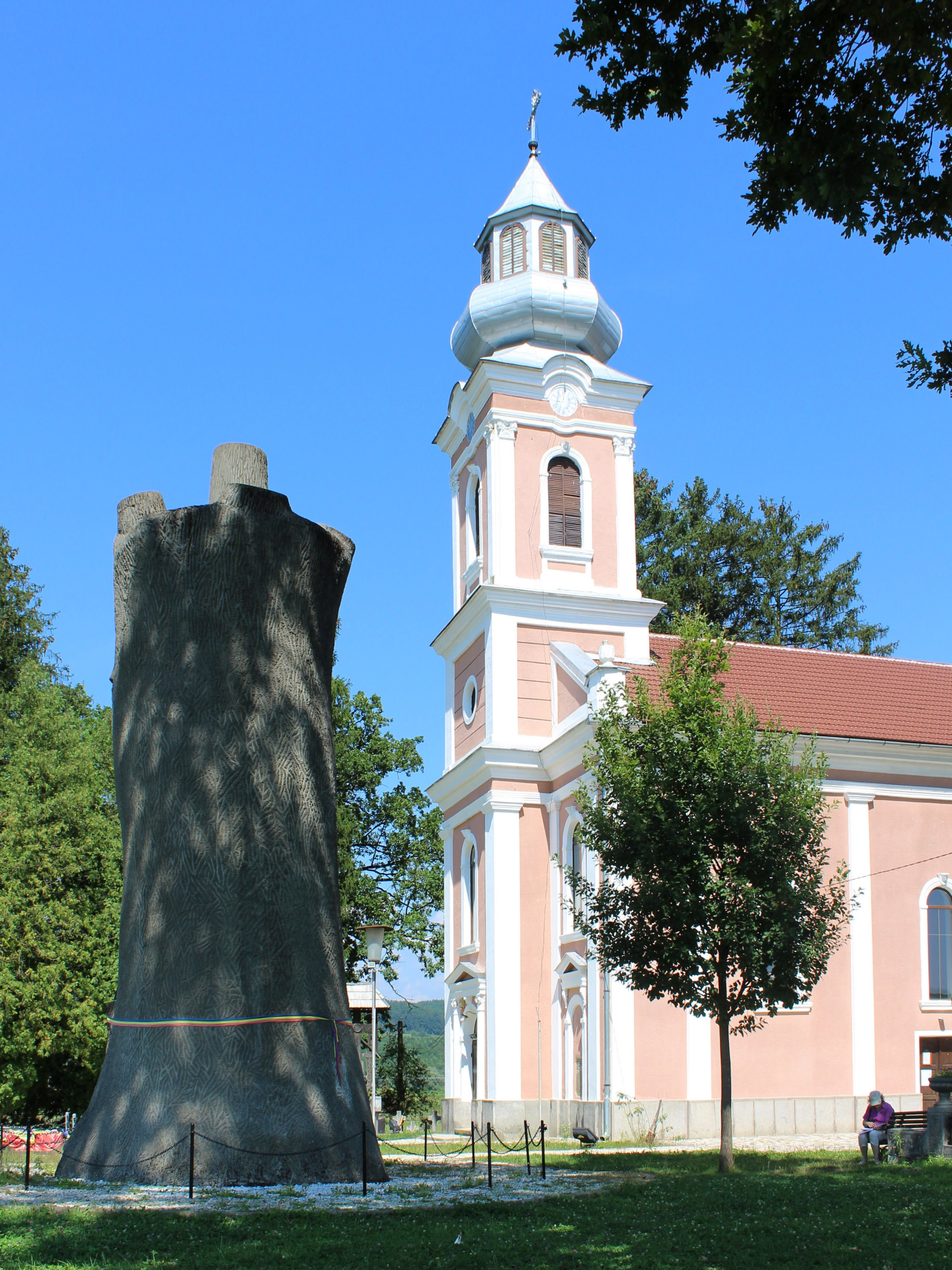
Gorunul eroilor libertății în 2016

În decursul timpului, în semn de recunoștință pentru eroii moților și ai neamului românesc, au mai plantat goruni (Quercus petraea) în cimitir diverse pesonalități. Cu ocazia manifestărilor din 1924 au plantat goruni regele Ferdinand I și Regina Maria și s-a plantat un gorun în numele generalului Berthelot. În anul 1966, prezent la Țebea, Nicolae Ceaușescu a dorit să planteze și el un gorun la căpătâiul mormântului lui Avram Iancu, dar acesta nu a prins rădăcini. Ca să nu se afle acest lucru, lucrătorii silvici au plantat în mare secret un alt puiet, care a avut aceeași soartă și abia al treilea puiet s-a prins în pământ. Acest puiet a avut o soartă tragică, el fiind smuls din pământ, dus în fața fostului Consiliu Popular, tăiat și dat pe foc în decembrie 1989 de către localnicii revoltați din Brad.
La 11 septembrie 2005, după circa două luni de la furtuna care a distrus gorunul lui Horea, Traian Băsescu a plantat un puiet de gorun (Quercus petraea) la aproximativ 5 metri est de sarcofagul de ciment care proteja vechiul gorun al lui Horea, puiet care în acel moment avea aproape 10 ani și care s-a prins.

## Plăci memoriale și de informare

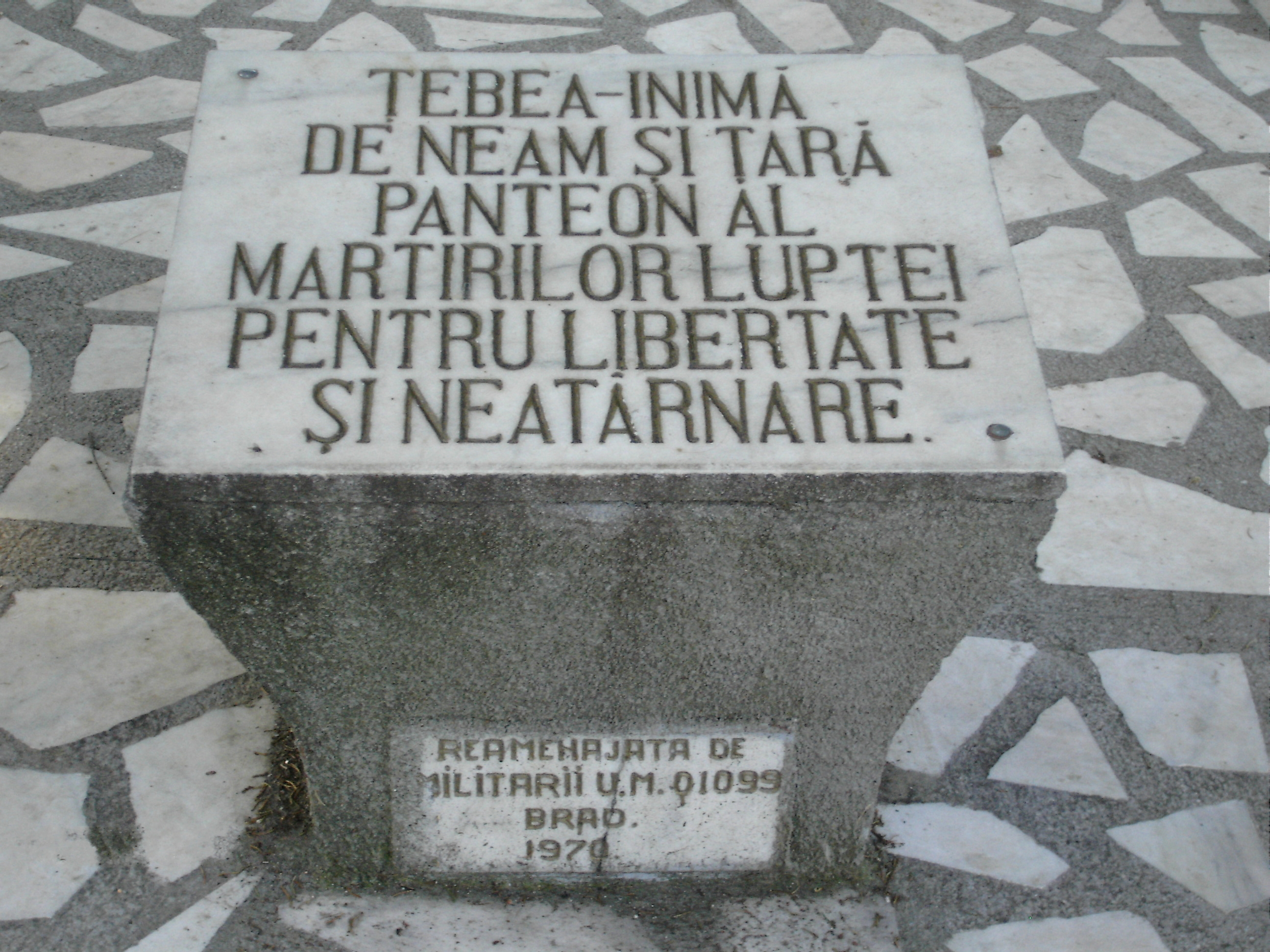
Placa de pe aleea de la intrarea de la nord

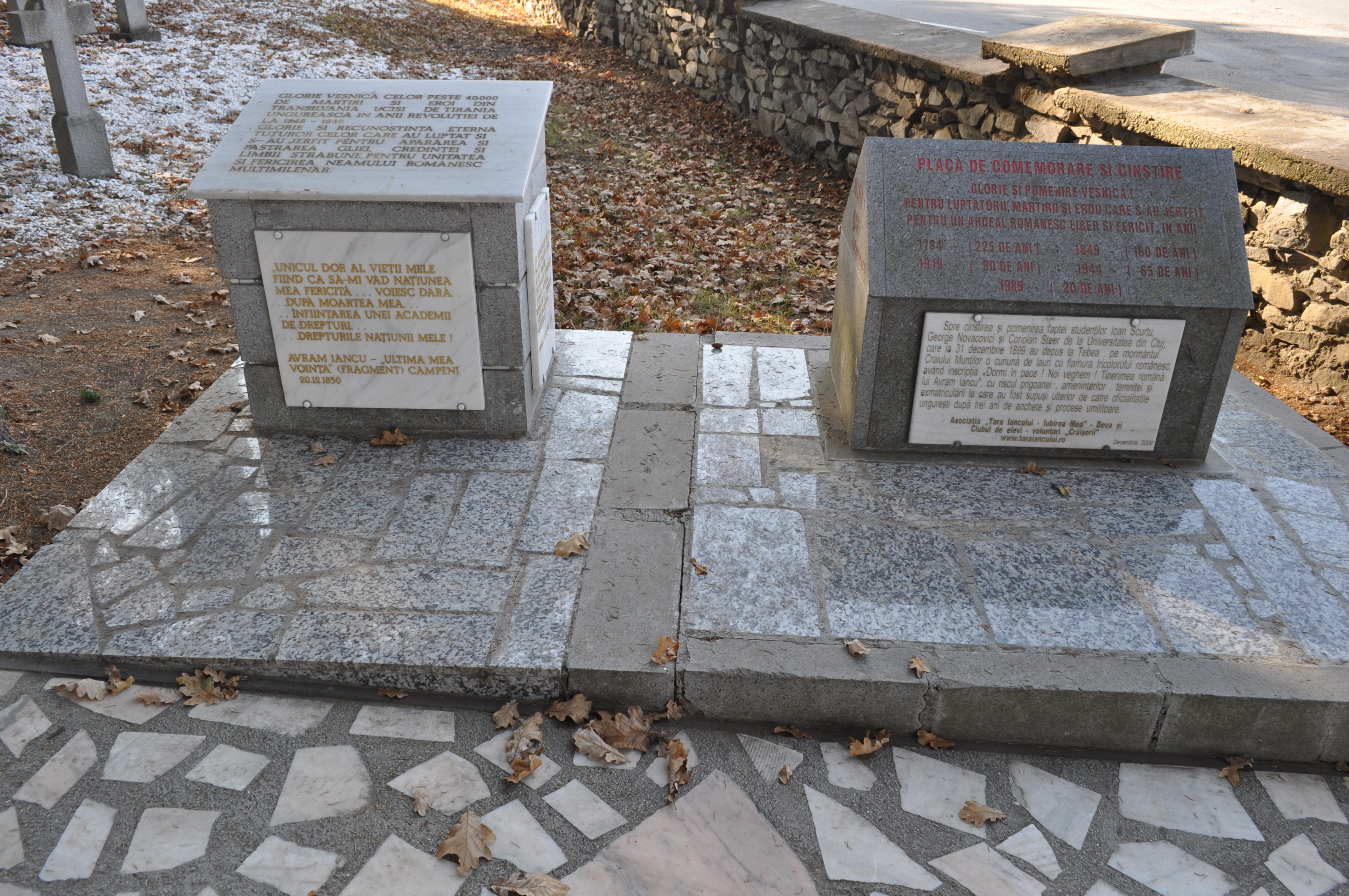
Piedestalele de la intrare
Atribuire: Țetcu Mircea Rareș

Pe aleea de la intrarea de la nord este situată o placă a cărei inscripție este „ȚEBEA — INIMĂ DE NEAM ȘI ȚARĂ, PANTEON AL MARTIRILOR LUPTEI PENTRU LIBERTATE ȘI NEATÎRNARE”.
Între cele trei morminte, ale lui Iancu, Buteanu și Groza se află o placă de marmură cu inscripția ÎN AMINTIREA CELOR TREI CONDUCĂTORI AI REVOLUȚIEI DE LA 1848 ÎNMORMÂNTAȚI ÎN ACEST LOC — AVRAM IANCU, IOAN BUTEANU, SIMION GROZA, SIMBOLURI VII ALE LUPTEI EROICE DUSĂ DE POPULAȚIA ROMÂNEASCĂ DIN TRANSILVANIA PENTRU DREPTURI SOCIALE ȘI NAȚIONALE.
La 14 decembrie 2008 lângă intrarea de la nord, în dreapta aleii, a fost inaugurat un piedestal din zidărie de moloane, care are 5 plăci de marmură albă de Rușchița, inscripționate. Inscripțiile cuprind un mesaj de glorificare a celor 40 000 de victime din Munții Apuseni din 1848–1849, un citat din testamentul lui Avram Iancu, unul din declarația lui Cloșca din 12 noiembrie 1784 de la Tibru, unul din discursul lui Vasile Goldiș din 1924.
În 2009 lângă primul piedestal a fost amplasat un al doilea, acoperit de două plăci de andezit în două ape, pe care sunt notate cu caractere roșii date semnificative din istoria Țării Moților: 1784, 1849, 1919, 1944 și 1989, precum și expresii clasice, ca „NO HAI !” și „NIHIL SINE DEO”. La 12 decembrie 2009 la piedestal a fost atașată o placă de marmură albă care comemorează gestul studenților Coriolan Steer, Georhge Novacovici și Ioan Scurtu. Ambele piedestale au fost ridicate de asociația Țara Iancului — Iubirea Mea din Deva și de clubul de elevi „Crăișorii” al acesteia.
Tot la 12 decembrie 2009 au fost inaugurate trei plăci de identificare din granit negru, fixate în suporturi de andezit gri, amplasate la baza gorunilor lui Iancu, al reginei Maria și al regelui Ferdinand. Plăcile sunt donație a clubului „Crăișorii”.

## Mausoleul
Asociația Țara Iancului — Iubirea Mea a lansat la 12 septembrie 2009 o proclamație în care se propune construirea la Țebea a unui mausoleu în memoria celor peste 40 000 de martiri din 1848–1849, scop pentru care s-au lansat liste de susținere și de subscripție. Altă propunere este ca gardul ce înconjoară cimitirul să fie placat cu granit negru în care să fie încrustate numele martirilor. Se speră că acest mausoleu va deveni un obiectiv turistic.

## Manifestări comemorative

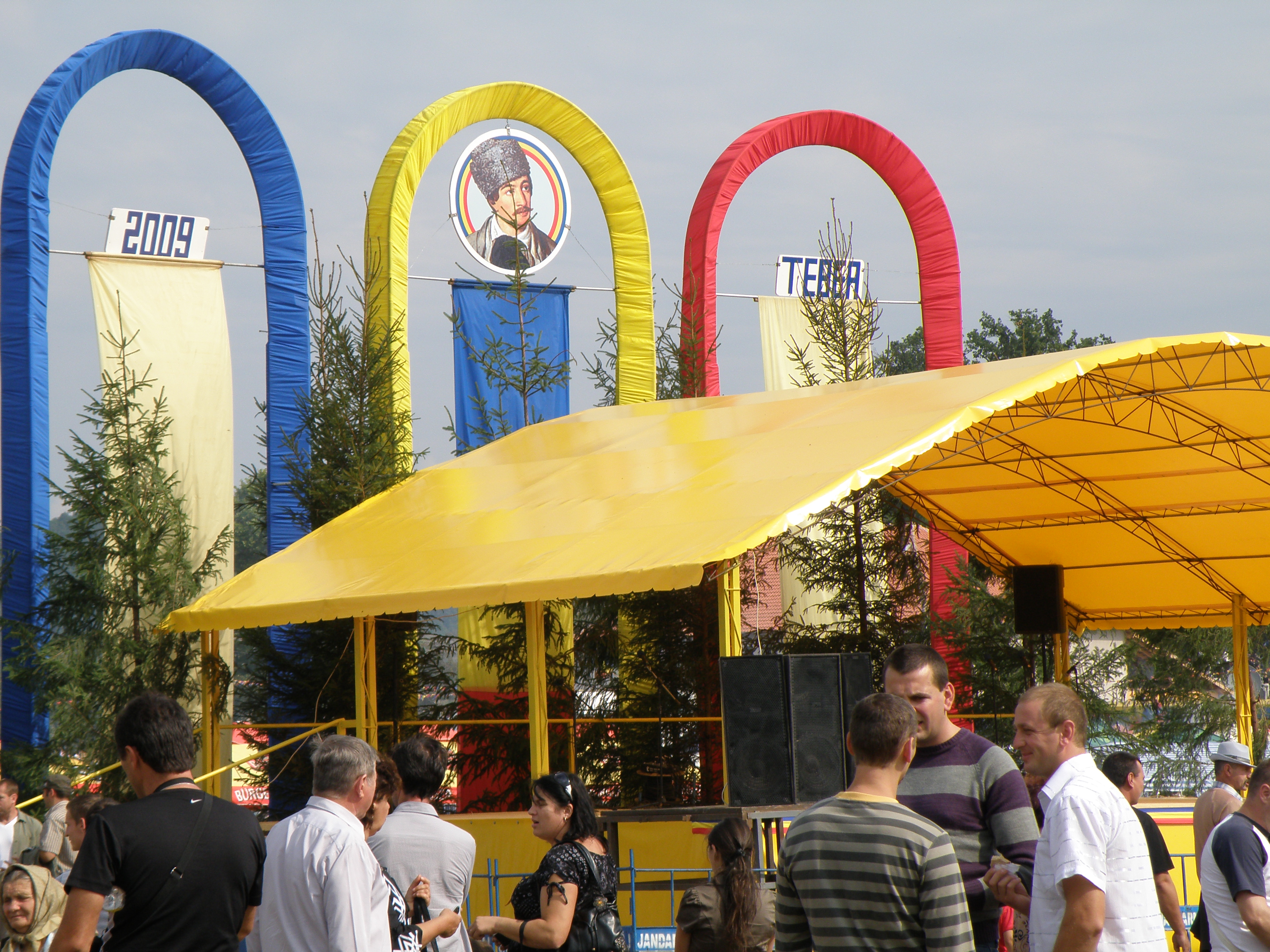
Manifestare la Țebea în septembrie 2009

În fiecare an aici au loc într-a doua duminică a lunii septembrie, la o dată cât mai apropiată de 10 septembrie — ziua morții lui Avram Iancu — manifestări comemorative. Începutul a fost făcut în 1972, cu ocazia centenarului morții lui Avram Iancu, când a fost organizată o serbare pionierească. În perioada 1980–1984 aici au avut loc spectacole ale Cenaclului Flacăra. Din 1986 manifestarea era sub denumirea „Întâlnirea Tineretului cu Istoria”, fiind o replică la evenimentul organizat la Costești. După 1989 manifestarea a devenit o serbare câmpenească, numită „Serbarile Naționale de la Țebea”. La serbări participă în fiecare an 5–10 000 de oameni. Manifestările sunt organizate de către Consiliul Local al comunei Baia de Criș, în colaborare cu Consiliul Județean Hunedoara, Casa de Cultură din Brad și Societatea Cultural-Patriotică „Avram Iancu”.
Comemorările constituie ocazii pentru politicieni de a acumula capital politic, în special în anii electorali, lucru exploatat prima dată de Gheorghe Funar și Vatra Românească. Se depun coroane și se rostesc discursuri, după care urmează un program folcloric. Unii politicieni încearcă să folosească potențialul politic al locului prin amplasarea de afișe electorale, însă actual acest fapt nu mai este permis în incinta cimitirului, pentru a nu afecta caracterul comemorativ al manifestării.